# Amedeo Fago

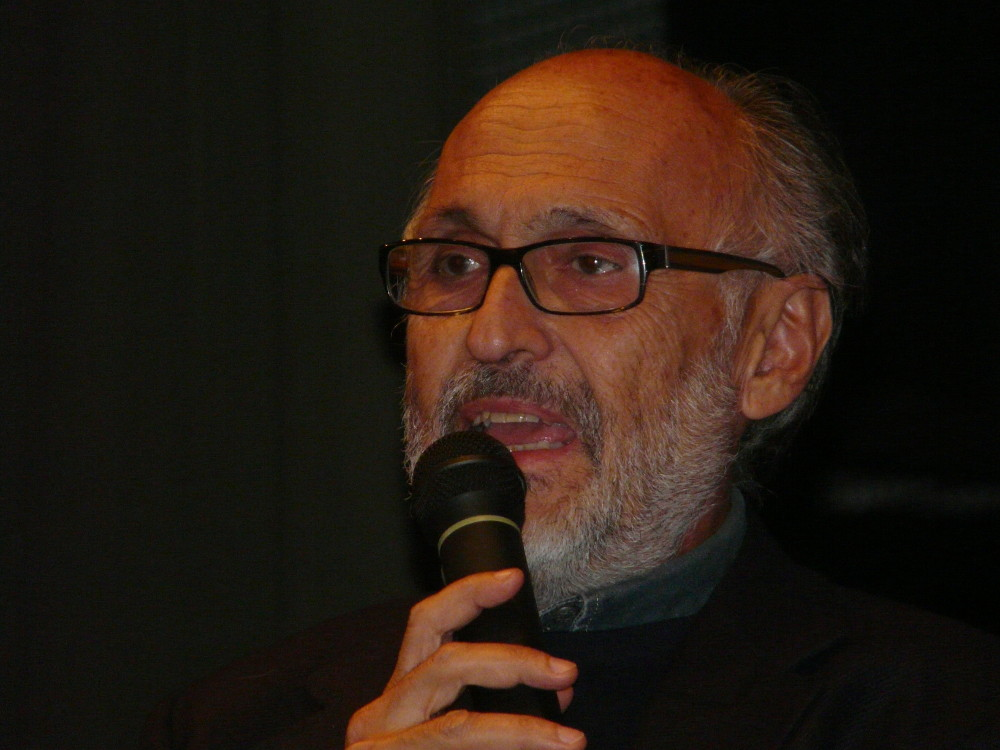
Amedeo Fago, 2009

Amedeo Fago (* 12. Juni 1940 in Rom) ist ein italienischer Szenenbildner und Filmregisseur.

## Leben
Fago schloss ein Architekturstudium an der Universität Rom ab und wandte sich dann der Aufgabe als Bühnenbildner beim Theater zu. Ab 1967 wirkte er auch für den Film, wobei er neben Routineproduktionen auch Arbeiten von Marco Bellocchio, Lina Wertmüller und Tito Carpi mitgestaltete.
Fago schrieb als Autor für das Theater und wirkte nach Gründung des kulturell ausgerichteten „Politecnico“ auch als Regisseur von Dokumentarfilmen. 1985 debütierte er als Spielfilmregisseur mit La donna del traghetto nach eigenem Drehbuch, in dem Alessandro Haber eine beeindruckende Studie der Einsamkeit lieferte. 1991 folgte Tra due risvegli, der gering budgetiert und kaum gezeigt wurde. Als Semibiografie wurde sein 1998 entstandener Giochi d'equilibrio angesehen.
Fago ist mit der Kostümbildnerin Lia Morandini verheiratet und Bruder des Regisseurs Giovanni Fago. Seit 2004 leitet er mit seiner Frau das „Laura Film Festival“. An der Universität La Sapienza ist er Dozent.

## Filmografie (Auswahl)
- 1985: Die Frau von der Fähre (La donna del traghetto)
- 1991: Tra due risvegli
- 1998: Giochi d'equilibrio